# 湯野濱溫泉站
湯野濱溫泉站（日语：／ Yunohama-onsen eki */?）是位於山形縣鶴岡市湯野濱，庄內交通湯野濱線的鐵路車站（廢站）。

## 歷史
- 1929年（昭和4年）12月8日：庄內電氣鐵道開設此臨時車站。
- 1930年（昭和5年）5月8日：臨時車站遷移，並變成一座正式車站。。
- 1934年（昭和9年）5月14日：成為庄內電鐵的車站[1]。
- 1943年（昭和18年）10月1日：成為庄內交通的車站 [1]。
- 1967年（昭和42年）2月25日：站舍全面改裝[2]。
- 1975年（昭和50年）4月1日：湯野濱線被廢除，此站也被廢除 [1]。

## 車站構造
此站是地面車站，設有1面2線的島式月台、貨物側線和混凝土製站舍。

## 車站周邊
- 湯野濱郵局
- 鶴岡市立湯野濱小學
- 乘慶院
- 湯野濱溫泉（日语：湯野浜温泉）
- 湯野濱海灘（日语：湯野浜海水浴場）
- 庄內砂丘（日语：庄内砂丘）
- 湯之濱鄉村俱樂部（日语：湯の浜カントリークラブ）

## 遺跡
車站遺址變成湯野濱社區中心、湯野濱溫泉下區公眾浴場、觀光資訊中心、巴士候車室於一身的湯野濱振興中心。在此站至善寶寺站之間的路軌遺址變成單車徑。

## 其他
- 電影《成熟》（1971年，關根惠子、篠田三郎主演，湯淺憲明（日语：湯浅憲明）導演）在湯野濱溫泉站內和電動列車內取景。電視劇集 第30集（1973年）中，也在湯野濱溫泉站內取景。兩套作品均被DVD化。

## 相鄰車站
庄內交通
湯野濱線
七窪－湯野濱溫泉

## 注腳
1. 1 2 3  《日本鐵道旅行地圖帳 全線全站全廢線 2 東北》（監修：今尾惠介，新潮社，2008年6月發行）47頁
2. ↑  久保田久雄 RM LIBRARY68《庄內交通湯野濱線》（2005年，NEKO PUBLISHING） P.26
3. 1 2  （交通新聞社）p.124 - 127
4. ↑  鶴岡市湯野浜コミュニティセンター （页面存档备份，存于）（日語） 鶴岡市官網 2021年9月27日參閱

## 相關項目
- 日本鐵路車站列表 Yu